# Heinrich Kipphardt
Heinrich Kipphardt (* 1897 in Holzen; † 1977 in Dürrnhaar) war ein deutscher Zahnarzt und Opfer des Faschismus. Sein Schicksal wurde vor allem bekannt durch die schriftstellerische Tätigkeit seines Sohnes Heinar Kipphardt, der die Leidensgeschichte seines Vaters in verschiedene seiner Werke einfließen ließ.

## Leben
Heinrich Kipphardt wuchs in Holzen im Sauerland als Sohn eines Kettenschmieds und Eisenwarenhändlers auf. Sein Vater verstarb früh, so dass seine Mutter ihn und seine fünf Geschwister alleine großziehen musste. Nach der Schule zog er nach Soest und machte dort er eine Ausbildung zum Dentisten-Technik-Assistenten. Anschließend absolvierte er seinen Militärdienst als Grenadier. Anschließend arbeitete er in seinem Ausbildungsberuf in Soest und Asseln. 1921 zog er ins schlesische Heidersdorf (heute Polen), wo er seine spätere Ehefrau Elfriede Kaufmann kennen lernte. 1922 kam ihr Sohn Heinar zur Welt.
Die Familie zog nach Gnadenfrei (heute: Piława Górna), wo Kipphardt seine erste eigene Zahnarztpraxis eröffnete. Kipphardt schloss sich der SPD an und bezeichnete sich selbst als Marxist. In der Nacht des Reichstagsbrandes vom 27. auf den 28. Februar wurde er verhaftet und in das KZ Breslau-Dürrgoy verschleppt, wo er schwer misshandelt wurde. Nach seiner Entlassung wurde er 1937 erneut festgenommen und in das KZ Buchenwald gebracht. Nach seiner erneuten Freilassung musste er Schlesien verlassen und zog mit seiner Familie nach Krefeld, wo er eine neue Praxis aufbaute. Als ehemaliger Häftling eines Konzentrationslagers durfte er nur Privatpatienten behandeln. Die Praxis wurde 1943 während des Zweiten Weltkriegs zerstört. Ein Neuanfang hielt nicht lange an. Kipphardt war als Helfer und Unterstützer flüchtiger Juden bekannt. So rettete er zum Beispiel Elisabeth Amalia Frank, indem er ihr half, ihren Suizid vorzutäuschen und ihre Ausreise in die Schweiz zu organisieren. Außerdem hatte er einem Bekannten Tipps zur Wehrpflichtentziehung gegeben. Nach einem Denunziationsbrief wurde er für drei Wochen in Schutzhaft genommen. Zwar scheiterten die Anklagen wegen Vergehen gegen das Heimtückegesetz und die Kriegswirtschaftsverordnung, doch wurde er danach mit 47 Jahren zur Wehrmacht einberufen.
In den letzten Monaten des Krieges desertierte er und versteckte sich zusammen mit Heinar, der ebenfalls desertiert war, in Siegen, wo beide das Ende des Zweiten Weltkriegs miterlebten. Nach Kriegsende wurde er als Opfer des Faschismus anerkannt. Er trat anschließend der KPD bei. In Krefeld betrieb er bis zu seiner Pensionierung eine Zahnarztpraxis. Anschließend zog er zusammen mit seiner Frau nach Dürrnhaar, in die Nähe seines Sohnes, der nunmehr als Schriftsteller arbeitete. Dort verstarb zunächst 1975 seine Frau, zwei Jahre später er.

## Literarische Würdigung
Heinar Klipphardt widmete seinem Vater das Gedicht Der Vater in den Angelsbrucker Notizen. Das Bühnenstück Bruder Eichmann basiert auf den Erfahrungen von Vater und Sohn mit der Gestapo und der langjährigen Inhaftierung des Vaters. Auch finden sich Anspielungen auf Heinrich Kipphardt im Bühnenstück In der Sache J. Robert Oppenheimer.